# Tirant d'air
Pour les articles homonymes, voir Tirant.

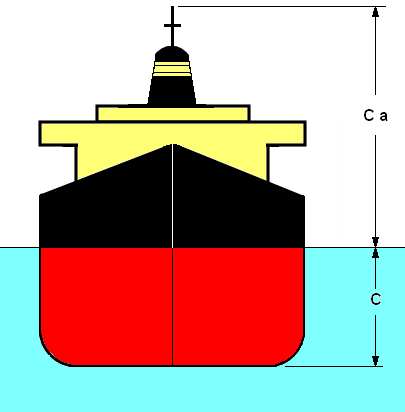
Tirant d'air, représenté sur le schéma par la dimension Ca

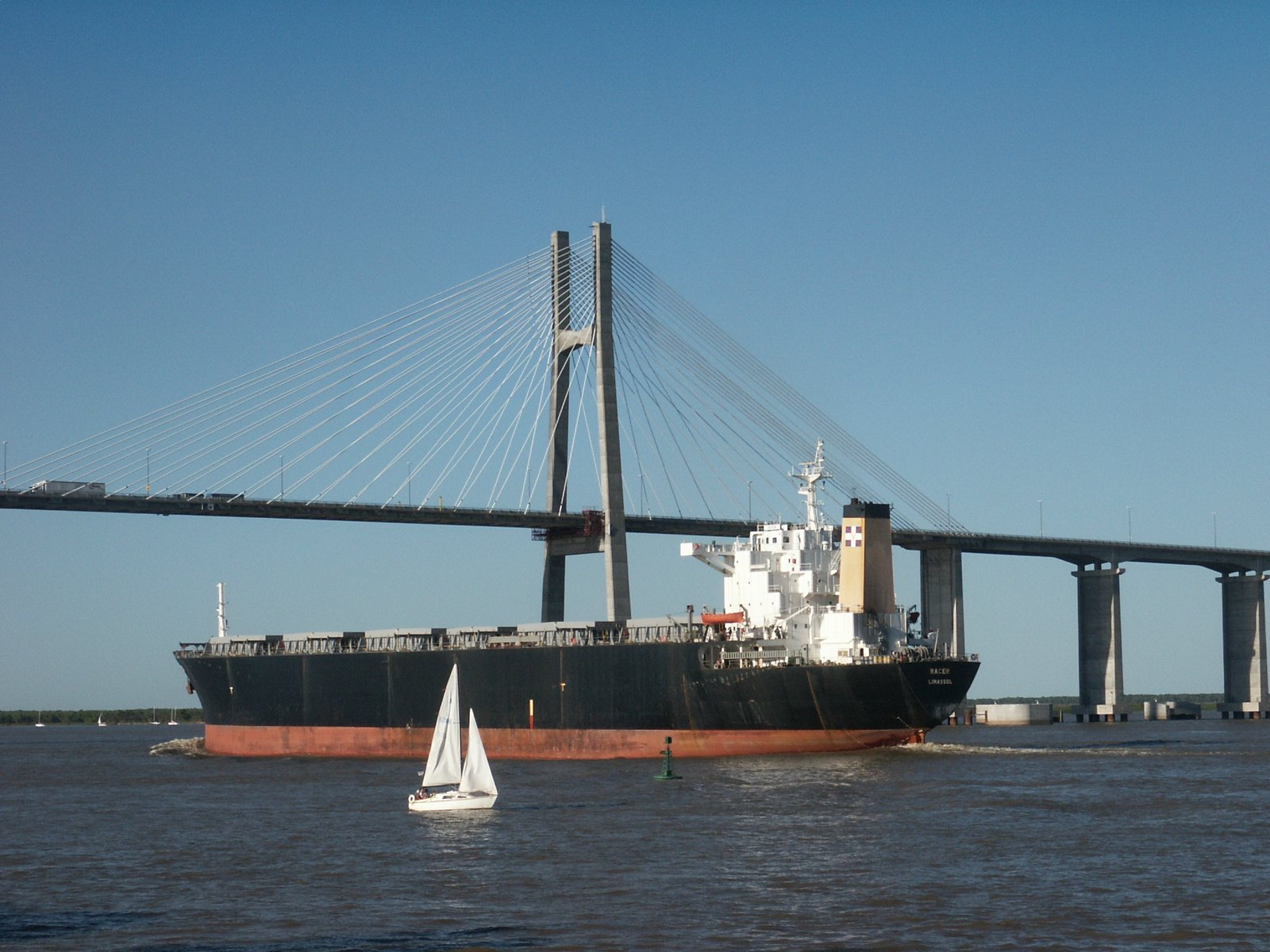
Passage d'un navire cargo sous le pont Rosario-Victoria enjambant le Rio Paraná en Argentine

Le tirant d'air correspond à la hauteur maximale des superstructures ou des mâts d'un bateau, au-dessus de la ligne de flottaison.

## Ouvrages
À partir de là, le tirant d'air désigne aussi la hauteur libre permettant le passage des bateaux sous les ponts fluviaux et les lignes à haute tension, variable suivant les crues, ou les ponts de bras de mer, suivant les marées.

## Accidents
Aux États-Unis, la United States Coast Guard estime en 2014 suivant une étude récente, que 1,2 % des collisions se produisent quand un bateau essaye de passer sous un pont sans respecter cette contrainte.